# ارکیللا، شیلی
ارکیللا، شیلی (به اسپانیایی: Ercilla, Chile) یک سکونتگاه مسکونی در شیلی است که در Malleco Province واقع شده‌است.

## خصوصیات
ارکیللا ۴۹۹٫۷ کیلومترمربع مساحت و ۸٬۴۶۶ نفر جمعیت دارد و ۳۰۶ متر بالاتر از سطح دریا واقع شده‌است.